# Nokia E71
Nokia E71 — смартфон бизнес-класса Е-серии с QWERTY-клавиатурой, ориентированный на пользователей Интернета и электронной почты. Работает под управлением Symbian OS v9.2 на платформе Symbian S60 3rd Edition, Feature Pack 1. Продолжением линейки стал Nokia E72.

## Награды и положительные оценки
- Выбор редактора, Выбор читателей, оценка 8.9 из 10 на CNET.co.uk (июнь 2008)
- Телефон Года и Лучший Смартфон 2008 по версии Mobile Choice Consumer Awards
- Лучший по тестам за 2008 год по версии WIRED Magazine
- Высокие оценки в категории «Best Mobile Handset or Device» в издании GSMA Awards (2009)